# 东京理科大学山口短期大学
东京理科大学山口短期大学（日语：／ Tōkyō Rika Daigaku Yamaguchi Tanki Daigaku *）是过去一所位于日本山口县小野田市的私立短期大学。

## 概要

### 简介
- 短期大学为于1987年开办、由学校法人东京理科大学经营。招収男女学生到1994年、停办于1996年[1][2]。

### 历史
- 1987年 东京理科大学山口短期大学成立并同时设置两个学科、以下列举。
  - 生产电子工程学科
  - 材料工程学科
- 1994年 最后一年招生、次年停止招生（正式停办于1996年11月19日[2]）。

## 学校环境
- 校区：在了山口县小野田市[注 1]

## 历任校长
- 橘高重义[3][4]

## 组织

### 学科
- 生产电子工程学科
- 材料工程学科

### 专科
| - 没有 |

### 业余课程
| - 没有 |

## 相关链接
- 日本短期大学列表
- 东京理科大学诹访短期大学